# 장천
장천(張臶, 136년 ~ 240년)은 후한과 삼국 시대 위나라 사람으로 자는 자명(子明)이다. 위나라에서 가장 장수한 사람이다.

## 생애
거록 출신으로 관직에는 나가지 않았으며, 권유가 올 때마다 거부하였다. 무려 105년이나 살았으며 위나라에서 가장 장수했을 뿐만 아니라 삼국 시대에서도 가장 장수하였다.
원소, 고간, 조조, 조예가 등용하였으나 모두 거부하였다.
그리고 240년에 105세의 장수한 나이로 사망하였다.
진수가 그를 기록한 이유를 말하길 문을 닫고 절조를 지키고, 세상의 영리에 부합하지 않았기 때문이라고 한다.